# Orthoraphis metasticta
Orthoraphis metasticta är en fjärilsart som beskrevs av George Francis Hampson 1898. Orthoraphis metasticta ingår i släktet Orthoraphis och familjen Crambidae. Inga underarter finns listade i Catalogue of Life.